# Jennifer Herrema
Jennifer James Herrema (Washington, Virginia, 1972) es una cantante de rock, compositora, productora discográfica, artista y modelo estadounidense conocida por formar parte de la banda de rock Royal Trux.

## Carrera
Herrema formó Royal Trux con su compañero Neil Hagerty y vivió con él en Washington, Virginia. Después de producir varios discos, la banda se disolvió en 2001. Tras esto Herrema pasó a formar una nueva banda, RTX, que finalmente se convirtió en la banda Black Bananas. Ha producido y mezclado discos con otros artistas, incluyendo Bad Wizard. Ha publicado numerosos artículos sobre temas de música, arte, moda y estilo de vida en varias publicaciones, incluyendo Vice Magazine.
En 2016 hizo una aparición en el álbum de The Avalanches, Wildflower en la canción "Stepkids".

## Discografía
Como Royal Trux, ver Royal Trux
Como Jennifer Herrema
- "Before They Make Me Run", LP, Drag City, 2012

Como RTX
- "Transmaniacon", LP/CD, Drag City, 2004
- "Speed To Roam", CD Single, Drag City, 2005
- "RaTX", LP/CD, Drag City, 2007
- "J.J. Got Live RaTX", LP/CD, Drag City, 2008
- "Vampyre Love", sencillo 7", Drag City, 2010

Como Black Bananas
- "Rad Times Xpress IV", LP/CD, Drag City, 2012
- "Hey Rockin' / Lipstick Destroyer", 7" compartido con Tobacco, Drag City, 2013
- "Electric Brick Wall", LP/CD/Casete, Drag City, 2014
- "Physical Emotions", sencillo 7", Drag City, 2014
- "Spydr Brain" b/w "Frozen Margaritas", sencillo 7", Drag City 2016